# Christiane Endler
Claudia Christiane Endler Mutinelli (* 23. Juli 1991 in Santiago de Chile) ist eine chilenische Fußballtorhüterin und war von 2009 bis 2023 die Nummer eins sowie bis November 2024 Rekordspielerin der chilenischen Nationalmannschaft der Frauen. Sie spielt seit 2021 bei Olympique Lyon in der Division 1 Féminine. 2021 und 2022 wurde sie als IFFHS-Welttorhüterin des Jahres sowie 2021 als FIFA-Welttorhüterin des Jahres ausgezeichnet.

## Karriere

### Vereine
Endler wurde in Santiago de Chile als Tochter eines deutschen Vaters und einer chilenischen Mutter geboren und besitzt beide Staatsangehörigkeiten. In ihrer Jugend betrieb sie verschiedene Sportarten, entschied sich dann letztlich für Fußball, zunächst als Abwehrspielerin. Sie spielte für mehrere Clubs in ihrer chilenischen Heimat. Mit Everton de Viña del Mar und CSD Colo-Colo gewann sie die chilenische Meisterschaft und erreichte  2010, 2011 und 2012 die Endspiele um die Copa Libertadores Femenina und gewann dieses 2012.
Von 2012 bis 2014 studierte sie an der University of South Florida und spielte für die South Florida Bulls. 2014 wechselte sie nach Europa, wo sie bei den Chelsea Ladies zweite Torhüterin zunächst hinter der Irin Marie Hourihan und dann der Schwedin Hedvig Lindahl war und nur zu drei Einsätzen in der Liga und zwei im WSL-Cup kam. 2015 kehrte sie zurück nach Chile und erreichte mit Colo Colo erneut das Finale der Copa Libertadores Femenina, das aber mit 1:3 gegen Ferroviária verloren wurde.  Anschließend schloss sie sich dem FC Valencia an. In 23 Einsätzen trug sie dazu bei, dass Valencia mit dem dritten Platz die bisher beste Platzierung in der Primera División erreichte.
Zur Saison 2017/18 wechselte sie zu Paris Saint-Germain, wo sie in ihrer ersten Saison Pokalsiegerin wurde und im Finale mit 1:0 gegen Olympique Lyon gewann. Ende Juli 2018 nahm sie mit PSG am erstmals ausgespielten Women’s International Champions Cup teil, wo sie aber nur in der ersten Halbzeit des Spiels um Platz 3 zum Einsatz kam, das mit 1:2 gegen Manchester City WFC verloren wurde. In der UEFA Women’s Champions League 2018/19 kam sie in sechs Spielen zum Einsatz und blieb dabei zweimal ohne Gegentor, schied aber im Viertelfinale gegen ihren früheren Verein FC Chelsea aus. Bei dem Hauptstadtklub stand sie auf ihrer Position in ständiger Konkurrenz mit Katarzyna Kiedrzynek, die bei PSG 2019/20 bereits ihre siebte Saison bestritt. Seit 2021 spielt sie bei Olympique Lyon.
Ende November 2021 wurde Endler als erste Südamerikanerin zur IFFHS-Welttorhüterin des Jahres gewählt. Im Januar 2022 folgte die Wahl zur FIFA-Welttorhüterin des Jahres.

### Nationalmannschaft
Endler nahm 2008 mit der U20-Mannschaft an der U20-WM in ihrer Heimat teil und wurde bei den drei Niederlagen in der Gruppenphase eingesetzt. Im November 2010 nahm sie mit der A-Nationalmannschaft an der Fußball-Südamerikameisterschaft der Frauen 2010 teil, bei der die Chileninnen Dritte wurde und damit knapp die Qualifikation für die WM 2011 und die Olympischen Spiele 2012 verpassten.
Bei der Fußball-Südamerikameisterschaft der Frauen 2014 war sie Kapitänin ihrer Mannschaft. Zwar blieb sie bei den Siegen gegen Argentinien und Bolivien ohne Gegentor, nach knappen Niederlagen gegen Brasilien und Paraguay wurde aber die Runde der besten vier Mannschaften verpasst, so dass sie sich auch nicht für die WM 2015 und die Olympischen Spiele 2016 qualifizieren konnte. Besser lief es bei der Fußball-Südamerikameisterschaft der Frauen 2018 in ihrer Heimat. Hier blieb sie in je zwei Spielen der Vor- und Finalrunde ohne Gegentor und qualifizierte sich als Vizemeister für die WM 2019. Zudem haben die Chileninnen die Chance sich gegen den Zweiten der Afrika-Qualifikation für die Olympischen Spiele 2020 zu qualifizieren.
In der Vorbereitung auf die WM 2019 spielte sie am 30. Mai 2019 erstmals gegen das Geburtsland ihres Vaters und verlor mit 0:2 gegen die deutsche Mannschaft.
Am 19. Mai 2019 wurde sie für den ersten chilenische WM-Kader der Frauen nominiert. Bei der WM war sie wieder Kapitänin und wurde in den drei Gruppenspielen eingesetzt. Im ersten Spiel gegen Schweden konnte sie ihre Mannschaft bis zur 83. Minute vor einem Rückstand bewahren, musste dann aber noch zwei Tore hinnehmen. Gegen Titelverteidiger USA kassierte sie zwar in der ersten Halbzeit drei Tore, bewahrte ihre Mannschaft in der zweiten Halbzeit aber vor einer höheren Niederlage, wonach sie als „Spielerin des Spiels“ ausgezeichnet wurde, was von den in der Gruppenphase eingesetzten Torhüterinnen außer ihr nur noch der Argentinierin Vanina Correa bei der 0:1-Niederlage gegen England gelang.
Aufgrund der Ergebnisse der anderen Gruppen reichte im dritten Gruppenspiel gegen Thailand, auf das die Chileninnen erstmals trafen, ein Sieg mit drei Toren Differenz um das Achtelfinale zu erreichen. Bis zum ersten Tor dauerte es 48 Minuten, wobei die thailändische Torhüterin mithalf. In der 80. Minute konnte sich María Urrutia als erste chilenische WM-Torschützin auszeichnen. Sechs Minuten später hatte Francisca Lara die Chance per Strafstoß auf 3:0 zu erhöhen, traf aber nur die Torlatte. Danach ging Endler bei Freistößen mit in den gegnerischen Strafraum, ihrer Mannschaft gelang aber kein weiteres Tor und Chile schied als zweitschlechtester Gruppendritter aus, da Afrikameister Nigeria ein Tor weniger kassiert hatte.
Bei der Copa América der Frauen 2022 belegte sie mit ihrer Mannschaft den fünften Platz.
Am 26. September 2023 bestritt sie beim Freundschaftsspiel gegen Neuseeland ihr 100. Länderspiel. Der chilenische Verband ehrte sie dafür am 22. Oktober nach dem Spiel bei den Panamerikanischen Spielen gegen Paraguay. Nach dem Turnier gab sie ihren Rücktritt aus der Nationalmannschaft bekannt.

## Erfolge
- Chilenische Meisterin
- Gewinn der Copa Libertadores Femenina 2012
- Französische Pokalsiegerin 2017/18 (mit PSG), 2022/23 (mit Lyon)
- UEFA Women’s Champions League: 2021/22
- Französischer Meister: 2021 (mit PSG), 2022, 2023, 2024 (mit Lyon)
- Französische Supercup-Siegerin: 2022, 2023 (mit Lyon)

## Auszeichnungen
- FIFA-Welttorhüterin des Jahres: 2021
- IFFHS-Welttorhüterin des Jahres: 2021, 2022
- Spielerin des Jahres in Chile 2008, 2009, 2010, 2015
- Beste Torhüterin der Copa Libertadores Femenina 2010 und 2012
- Stern auf dem chilenischen Fußball-Walk of Fame[10]

## Privates
Seit Mai 2021 ist Endler mit Sofía Orozco verheiratet.